# Cheepash River
Der Cheepash River ist ein etwa 160 km langer linker Nebenfluss des Moose River im Norden der kanadischen Provinz Ontario.
Der Cheepash River entspringt auf einer Höhe von 140 m 140 km nordnordöstlich von Hearst. Von dort fließt er anfangs 50 km nach Osten und wendet sich danach in Richtung Nordnordost und schließlich auf den letzten 40 km nach Osten. Der Cheepash River mündet schließlich 32 km südwestlich von Moosonee gegenüber der Mündung des Abitibi River in den Moose River. Das etwa 2450 km² große Einzugsgebiet des Cheepash River grenzt im Westen an das des Kwetabohigan River, im Süden an das des Missinaibi River. 